# 国际标准圣经百科全书
国际标准圣经百科全书（International Standard Bible Encyclopedia)(1915年)是公有领域的圣经百科全书，其出版者是威廉·B·伊尔德曼斯出版公司（Wm. B. Eerdmans Publishing Co.）。因其对圣经和经外书中每个重要词语、人物、地名的权威解释而被赞誉，该书成了衡量其他圣经百科全书的标准。该书涵盖由近200名研究有关圣经地方、习惯、家庭生活、职业以及圣经人物所处历史及宗教环境的考古学发现、语言及文献的学者撰写的文章。
此外，还有一个完全大修的现代版本，不应与可在许多地方自由获得的公有领域的1915年版相混淆。

## 撰稿
- G. H. Schodde